# Liste der Baudenkmäler in Dietersheim
Auf dieser Seite sind die Baudenkmäler in der mittelfränkischen Gemeinde Dietersheim zusammengestellt. Diese Tabelle ist eine Teilliste der Liste der Baudenkmäler in Bayern. Grundlage ist die Bayerische Denkmalliste, die auf Basis des Bayerischen Denkmalschutzgesetzes vom 1. Oktober 1973 erstmals erstellt wurde und seither durch das Bayerische Landesamt für Denkmalpflege geführt wird. Die folgenden Angaben ersetzen nicht die rechtsverbindliche Auskunft der Denkmalschutzbehörde.
 Diese Liste gibt den Fortschreibungsstand vom 25. Februar 2023 wieder und enthält 22 Baudenkmäler.

## Baudenkmäler nach Gemeindeteilen

### Dietersheim
| Lage                             | Objekt                | Beschreibung                                                                             | Akten-Nr.             | Bild           |
| -------------------------------- | --------------------- | ---------------------------------------------------------------------------------------- | --------------------- | -------------- |
| Frankenweg 4 (Standort)          | Wohnstallhaus         | Mit Walmdach, bezeichnet „1848“; nicht nachqualifiziert                                  | D-5-75-119-1 Wikidata | weitere Bilder |
| Frankenweg 10 (Standort)         | Wohnstallhaus         | Mit Halbwalmdach und Fachwerkobergeschoss, bezeichnet „1834“; nicht nachqualifiziert     | D-5-75-119-2 Wikidata | weitere Bilder |
| Hauptstraße 11 (Standort)        | Fachwerkwohnstallhaus | Eingeschossig, mit Zwerchhaus, erste Hälfte 19. Jahrhundert; nicht nachqualifiziert      | D-5-75-119-3 Wikidata | BW             |
| Mühlstraße 10, 12 (Standort)     | Fachwerkwohnstallhaus | Eingeschossig, bezeichnet „1847“; nicht nachqualifiziert                                 | D-5-75-119-4 Wikidata | weitere Bilder |
| Mühlstraße 14 (Standort)         | Mühle                 | Walmdachhaus, bezeichnet „1792“; nicht nachqualifiziert                                  | D-5-75-119-5 Wikidata | weitere Bilder |
| Östlich der Dorfmitte (Standort) | Steinkreuz            | Spätmittelalterlich, nicht nachqualifiziert, im Bayerischen Denkmal-Atlas nicht kartiert | D-5-75-119-6          | BW             |

### Altheim
| Lage                  | Objekt                                                         | Beschreibung | Akten-Nr.              | Bild           |
| --------------------- | -------------------------------------------------------------- | --- | ---------------------- | -------------- |
| Altheim 1 (Standort)  | Pfarrhaus                                                      | Halbwalmdachbau, um 1800 | D-5-75-119-8 Wikidata  | weitere Bilder |
| Altheim 3 (Standort)  | Wohnstallhaus                                                  | zweigeschossiger Walmdachbau mit Fachwerkobergeschoss und Fledermausgauben, bezeichnet „1799“                                       | D-5-75-119-10 Wikidata | weitere Bilder |
| Altheim 38 (Standort) | Wohnstallhaus                                                  | Mit Fachwerkobergeschoss, einhüftig, bezeichnet „1868“                                                                              | D-5-75-119-12 Wikidata | weitere Bilder |
| Altheim 47 (Standort) | Bauernhof: Wohnstallhaus                                       | mit Fachwerkobergeschoss, bezeichnet „1874“                                                                                         | D-5-75-119-27 Wikidata | weitere Bilder |
| Altheim 47 (Standort) | Bauernhof: großer Stadel                                       | Mit Inschrifttafel bezeichnet „1918“                                                                                                | D-5-75-119-27 Wikidata | BW             |
| Altheim 53 (Standort) | Ehemaliges Pfarrhaus                                           | Walmdachhaus mit Fachwerkobergeschoss, 1720                                                                                         | D-5-75-119-14 Wikidata | weitere Bilder |
| Altheim 61 (Standort) | Evangelisch-lutherische Pfarrkirche St. Maria, Simon und Judas | Chorturmkirche, im Kern 12./13. Jahrhundert, Fachwerkobergeschosse des Langhauses 15. Jahrhundert, des Turmes 1610; mit Ausstattung | D-5-75-119-7 Wikidata  | weitere Bilder |
| Altheim 61 (Standort) | Kirchhofmauer                                                  | 15. Jahrhundert | D-5-75-119-7 Wikidata  | weitere Bilder |
| Altheim 62 (Standort) | Ehemalige Schäferei                                            | Satteldachbau mit Fachwerkgiebel, bezeichnet „1821“                                                                                 | D-5-75-119-15 Wikidata | weitere Bilder |
| Altheim 63 (Standort) | Wasserschloss                                                  | Steinbau mit Halbwalmdach und Fachwerkgiebeln, 17. Jahrhundert                                                                      | D-5-75-119-9 Wikidata  | weitere Bilder |
| In Altheim (Standort) | Feuerwehrhaus Altheim                                          | Eingeschossig, 17./18. Jahrhundert                                                                                                  | D-5-75-119-13 Wikidata | weitere Bilder |

### Beerbach
| Lage                              | Objekt   | Beschreibung                    | Akten-Nr.              | Bild |
| --------------------------------- | -------- | ------------------------------- | ---------------------- | ---- |
| Dietersheimer Straße 2 (Standort) | Gasthaus | Walmdachhaus, bezeichnet „1813“ | D-5-75-119-17 Wikidata | BW   |

### Dottenheim
| Lage                                   | Objekt                                         | Beschreibung | Akten-Nr.              | Bild           |
| -------------------------------------- | ---------------------------------------------- | --- | ---------------------- | -------------- |
| Altheimer Straße 3 (Standort)          | Fachwerkwohnstallhaus                          | eingeschossiger, giebelständiger Fachwerkbau mit Steilsatteldach und zweigeschossigem Querbau, bezeichnet „1696“                                      | D-5-75-119-19 Wikidata | weitere Bilder |
| Dottenheimer Hauptstraße 16 (Standort) | Wohnstallhaus                                  | Zweigeschossiger, giebelständiger Satteldachbau mit Fachwerkobergeschoss und -giebel, 1597                                                            | D-5-75-119-22 Wikidata | weitere Bilder |
| Dottenheimer Hauptstraße 36 (Standort) | Evangelisch-lutherische Pfarrkirche St. Markus | spätmittelalterliche Chorturmanlage, Langhaus mit Satteldach, rechteckiger Chorturm mit Spitzhelm, Langhauserhöhung 1719, Turmerhöhung und -dach 1856 | D-5-75-119-23 Wikidata | weitere Bilder |
| Dottenheimer Hauptstraße 36 (Standort) | Kirchhofeinfriedung                            | Steinquadermauer mit Abdeckplatten, wohl 17./18. Jh.                                                                                                  | D-5-75-119-23 Wikidata | weitere Bilder |
| Untere Dorfstraße 5 (Standort)         | Wohnstallhaus                                  | Mit Fachwerkobergeschoss, 1799 | D-5-75-119-24 Wikidata | BW             |

### Hausenhof
| Lage                   | Objekt                            | Beschreibung | Akten-Nr.              | Bild |
| ---------------------- | --------------------------------- | --- | ---------------------- | ---- |
| Hausenhof 1 (Standort) | Ehemaliger Einödhof: Wohnteil     | mit Fachwerkobergeschoss, Walmdach mit Trockenluken, und erdgeschossiger Stallteil mit Halbwalmdach, 18. Jahrhundert | D-5-75-119-25 Wikidata | BW   |
| Hausenhof 1 (Standort) | Ehemaliger Einödhof: Schafscheune | Fachwerkbau mit Satteldach, 18. Jahrhundert                                                                          | D-5-75-119-25 Wikidata | BW   |

### Oberdachsbach
| Lage                       | Objekt     | Beschreibung                              | Akten-Nr.              | Bild |
| -------------------------- | ---------- | ----------------------------------------- | ---------------------- | ---- |
| Oberdachsbach 1 (Standort) | Weiherhaus | Fachwerkbau mit Walmdach, 18. Jahrhundert | D-5-75-119-26 Wikidata | BW   |

## Ehemalige Baudenkmäler
In diesem Abschnitt sind Objekte aufgeführt, die früher einmal in der Denkmalliste eingetragen waren, jetzt aber nicht mehr. Objekte, die in anderem Zusammenhang also z. B. als Teil eines Baudenkmals weiter eingetragen sind, sollen hier nicht aufgeführt werden. Aktennummern in diesem Abschnitt sind ehemalige, jetzt nicht mehr gültige Aktennummern.

| Lage                             | Objekt                           | Beschreibung                          | Akten-Nr.              | Bild |
| -------------------------------- | -------------------------------- | ------------------------------------- | ---------------------- | ---- |
| Schormühle Altheim 25 (Standort) | Altheimer Mühle, Mühlengebäude   | Mit Fachwerkgiebel, bezeichnet „1699“ | D-5-75-119-16 Wikidata | BW   |
| Schormühle Altheim 25 (Standort) | Altheimer Mühle, Fachwerkscheune | 18. Jahrhundert                       | D-5-75-119-16 Wikidata | BW   |